# Hans Gäfgen
Hans Carl Louis Heinrich Gäfgen (* 3. Juni 1894 in Wiesbaden; † 1. Oktober 1939 ebenda) war ein deutscher Lyriker und Schriftsteller.

## Leben und Wirken
Er war der Sohn des Wiesbadener Fabrikanten Henrich Christian Friedrich Gäfgen. Nach dem Schulbesuch schlug er eine Ausbildung zum Redakteur ein. Später lebte er als Schriftsteller in seiner Heimatstadt. Er wurde bekannt durch mehrere Biographien. Am 1. Oktober 1939 wurde er nach Suizid im Wald tot aufgefunden.

## Schriften (Auswahl)
- Falter-Märchen. H. Staadt, Wiesbaden 1916.
- Stille Stunden. In: Hausbücher für Sachsen. 2. Jg., Heft 1 (Januar 1921), S. 24.
- Kampf um Iphigenie. Leipzig 1935.
- Derfflinger. Stuttgart [1936].
- Zieten. Stuttgart [1936].
- Das eiserne Pferd. Stuttgart 1936.
- Blücher. Stuttgart [1937].